# Global opvarmning
Denne side handler om nutidens ændring af jordens klimasystem. For ændringer tidligere i jordens historie, se klimaforandring.
Den globale opvarmning er betegnelsen for ændringen i Jordens klima, der er sket i de sidste omkring 100 år på grund af stigningen i den gennemsnitlige temperatur samt de heraf følgende konsekvenser. Der er mange videnskabelige observationer der viser, at klimaet (eller ‘’klimasystemet’’) bestående af jordens atmosfære, lithosfæren, hydrosfæren og biosfæren bliver varmere. Mange af de observerede ændringer siden 1950’erne har ikke fortilfælde i tidligere temperaturmålinger, som går tilbage til midten af 1800-tallet eller i klimaproxy-data (afledt af blandt andet årringe, sedimenter og iskerneboringer) som går tusindvis af år tilbage.
Der er stor enighed blandt forskere om, at det er «ekstremt sandsynligt» («extremely likely») at menneskeskabt påvirkning er den dominerende årsag til den observerede opvarmning siden midten af 1900-tallet. Foreløbigt vil halvdelen af den kuldioxid (fossil-CO2) som frigives ved afbrænding af fossilt brændstof og brændsel forblive i atmosfæren. Resten bliver absorberet af planter og hav. Globale klimamodeller anslår at i løbet af det 21. århundrede vil den globale overfladetemperatur stige yderligere 0,3 til 1,7 °C for det laveste udledningsscenarie og 2,6 til 4,8 °C for det højeste.
Forventede konsekvenser af global opvarmning er øgede temperaturer, havstigninger, ændring af nedbørsmønstre og ørkenspredning i de subtropiske klimabælter. Opvarmningen forventes at være større over land end over hav og størst i Arktis med reduktion af gletsjere, permafrost og havis til følge. Andre forandringer kan blive hyppigere forekommende ekstremt vejr (f.eks. hedebølger, tørke, skybrud med oversvømmelser og kraftige snefald), forsuring af havene og faldende biodiversitet. Alvorlige konsekvenser for mennesker og samfund er faldende forsyningssikkerhed af fødevarer pga. svigtende høst samt affolkning af beboede områder pga. stigende vandstand. Klimasystemet har stor «træghed», og drivhusgasser vil forblive i atmosfæren i lang tid. Derfor vil mange af disse konsekvenser ikke blot eksistere i flere årtier eller århundreder, men i flere tusinde år.
Mulige tiltag imod global opvarmning er reduktion i udledning af drivhusgasser og geoengineering. Samtidig er det muligt at bruge ressourcer på klimatilpasning til de ændrede forhold. De fleste lande i verden har tilsluttet sig klimakonventionen (UNFCCC) og Parisaftalen fra 2015, der indeholder en målsætning om at holde opvarmningen godt under 2 °C. Parterne i klimakonventionen er enige om at store fald i udledningen af drivhusgasser er nødvendigt.

## Etymologi
I 1950 pegede forskning på øgede globale temperaturer, og i 1952 rapporterede en avis om «klimaforandringer». Dette begreb dukkede op næste gang i november 1957 i avisen The Hammond Times, som beskrev Roger Revelles forskning af øget menneskeskabt CO2-udslip og dets påvirkning af drivhuseffekten: «en storskala global opvarmning med radikale klimaforandringer som følge». Begge betegnelser blev brugt sporadisk frem til 1975, da Wallace Smith Broecker udgiver en videnskabelig artikel med titlen «Climatic Change: Er vi på randen af en tydelig global opvarmning». Udtrykket begyndte da at blive populært, og i 1976 sagde den sovjetiske klimaforsker Mikhail Budyko at «en global opvarmning er startet», og det blev herefter bredt kendt. Andre studier, for eksempel en rapport fra MIT i 1971, refererede til menneskelig påvirkning som «utilsigtet klimamodifikation», men et indflydelsesrigt studie fra National Academy of Sciences fra 1979 ledet af Jule Charney fulgte Broecker og brugte global opvarmning for stigende overfladetemperaturer, men beskrev de bredere effekter af øget CO2 som klimaforandringer.
I 1986 og november 1987 vidnede klimaforsker James Hansen fra NASA i den amerikanske kongres om global opvarmning. Der var øgede hedebølger og tørkeproblemer i sommeren 1988, og da Hansen vidnede under en høring i Senatet den 23. juni udløste han en verdensomspændende interesse for emnet. Her sagde han: «Global opvarmning har nået et niveau, så vi med en høj grad af sikkerhed kan tilskrive et årsag-og-virkningsforhold mellem drivhuseffekten og den observerede opvarmning.» Den offentlige opmærksomhed blev øget over sommeren, og global opvarmning blev det dominerende folkelige begreb som jævnligt bruges både i medierne og i den offentlige debat.
I en artikel fra NASA i 2008 om brug af begreber har Erik M. Conway defineret global opvarmning som «øgning i jordens overfladetemperatur på grund af øgede niveauer af klimagasser», mens klimaforandringer er «en langsigtet ændring af jordens klima, eller på en region af jorden.» Fordi effekter som for eksempel ændrede nedbørsmønstre og stigende havniveau sandsynligvis vil have mere indflydelse end temperaturen alene, mente han at globale klimaforandringer var et mere videnskabelig korrekt begreb, og i lighed med FN's klimapanel vil NASAs hjemmeside også understrege denne bredere sammenhæng.

## Observerede temperaturforandringer

### Klimaforandringer før og nu
Global opvarmning og klimaforandringer er betegnelser som benyttes for den observerede øgning af gennemsnitstemperaturen i jordens klimasystem (og effekter relateret hertil) i tiden siden den industruelle revolution (cirka 1880). Der er flere videnskabelige holdepunkter for at klimasystemet er under opvarmning. Klimasystem betegner det meget komplekse system bestående af jordens atmosfære, lithosfæren, hydrosfæren, og biosfæren, og samspillet mellem disse. Dette system har sin egne indre dynamik i tillæg til at det påvirkes af ydre faktorer som solindstråling og atmosfærens sammensætning af gasser.
Øgningen af den atmosfæriske temperatur nær jordoverfladen er et tegn på global opvarmning og er meget omtalt i massemedierne. Dog er det meste af den ekstra energi som er tilført klimasystemet siden 1970 gået til at opvarme verdenshavene. Resten er gået til at optø is og opvarme kontinenterne og atmosfæren. Mange af de observerede ændringer siden 1950-erne er enestående i løbet af de sidste tusindvis til titusindvis af år.
Den gennemsnitlige globale overfladetemperatur (for land og hav) viser en opvarmning på 0,85 °C i perioden 1880–2012, baseret på flere uafhængigt producerede datasæt. Jordens gennemsnitlige overfladetemperatur steg med 0,74 ±0,18 °C i perioden 1906–2005. Opvarmningen er næsten dobbelt så hurtig i sidste halvdel af perioden (0,13 ±0,03 °C per årti, versus 0,07 ±0,02 °C per årti).
Klimaproxyer (indirekte klimaindikatorer) viser, at temperaturen har været relativt stabil i en periode på et til to tusind år indtil cirka 1850, med regionale svingninger som den middelalderlige varmeperiode og den lille istid. Opvarmningen siden 1980 er uden fortilfælde.
Den opvarmning som er tydelig i måleserierne for temperatur, er forenelig med et bredt spektrum af observationer, som også er dokumenteret af mange uafhængige forskningsgrupper. Eksempler er havniveaustigning, omfattende smeltning af sne og is på land, øget varmeindhold i havene, øget luftfugtighed, og tidligere forår, som ses ved blomstring tidligere på året. Sandsynligheden for, at disse ændringer kunne have forekommet ved en tilfældighed er nærmest lig nul.

### Tendenser
Temperaturændringer som følge af global opvarmning varierer over hele kloden. Siden 1979 er landtemperaturerne steget cirka dobbelt så hurtigt som temperaturerne målt i havet (0,25 °C per årti mod 0,13 °C per årti). Havtemperaturer stiger langsommere end landtemperaturer på grund af større effektiv varmekapacitet i havene og fordi havet afgiver varme ved fordampning. Siden begyndelsen af industrialiseringen er temperaturforskellen mellem jordens to halvkugler (nordlige og sydlige halvkugle) steget på grund af smeltning af havis og sne i nord. Gennemsnitlige temperaturer i Arktis er steget næsten dobbelt så hurtigt som i resten af verden de sidste 100 år; arktiske temperaturer er imidlertid også meget varierende. Selv om flere drivhusgasser udledes på den nordlige halvkugle end på den sydlige halvkugle, bidrager dette ikke til forskellen i opvarmning, fordi de dominerende drivhusgasser har en levetid som er lang nok til at de spredes i atmosfæren over hele kloden.
Verdenshavenes termiske træghed og langsomme reaktioner fra andre indirekte effekter gør, at klimaet kan bruge århundreder eller mere på at tilpasse sig ændringer i strålingspåvirkning. Et studie konkluderede at hvis drivhusgasser blev stabiliseret på år 2000-niveau, ville overfladetemperaturerne fortsætte med at stige med en halv grad celsius, mens et andet studie viste at hvis drivhusgasserne blev stabiliseret på år 2005-niveau, kan overfladeopvarmningen komme til at overstige en hel grad celsius. Noget af denne overfladeopvarmning vil blive drevet af tidligere naturlige kræfter som fortsat bevæger sig mod ligevægt i klimasystemet. Et studie der brugte en meget forenklet klimamodel viste at disse akkumulerede drivhusgasser fra fortiden kan udgøre helt op til 64 % af bidragene til overfladeopvarmningen i 2050. Derefter vil deres påvirkning svækkes med tiden i forhold til det menneskelige bidrag.
Global temperatur er genstand for kortsigtede svingninger som kan dække over langsigtede tendenser og midlertidigt skjule dem. Den relative stabilitet i overfladetemperatur i årene 2002–2009, som er blevet kaldt en pause i global opvarmning i medierne og af enkelte forskere, passer med forventningerne af en sådan naturligt køligere periode. Opdateringer i 2015 som tog hensyn til forskellige metoder for temperaturmålinger af havoverfladen, viste en positiv (stigende) udvikling fra år 2000-2015.

### De varmeste år
16 af de 17 varmeste år som var målt til og med 2016 lå senere end år 2000, det vil sige at alle 16 år fra 2001 til 2016 på dette tidspunkt var i top 17. Mens rekordårene får betydelig interesse i medierne, er enkeltår mindre vigtige end den generelle tendens. Nogle klimaforskere har kritiseret den opmærksomhed som medier giver til «varmeste år-statistikker». F.eks. kan den sydlige oscillation af El Niño føre til at temperaturerne for et givent år bliver særligt høje eller lave af grunde som ikke er relateret til den generelle udvikling og klimaforandringer. Klimaforskeren Gavin Schmidt har udtalt at «de langsigtede tendenser eller den forventede sekvens af målinger er langt vigtigere end om et enkelt år er en rekord eller ej».

## Ydre årsager til de øgede temperaturer

### Interne og eksterne påvirkninger af klimasystemet
Klimasystemet kan af sig selv være årsag til globale temperaturændringer igennem flere år eller årtier (El Niño), men vedvarende ændringer i globale temperaturer kræver ydre påvirkninger. Sådanne påvirkninger kan være ydre i forhold til klimasystemet, men ikke nødvendigvis i forhold til Jorden. Sådanne påvirkninger kan være naturlige og skyldes f.eks. ændringer i mængden af solindstråling, eller vulkanudbrud. De sidste 100-150 år har menneskelig aktivitet skabt nye typer påvirkninger. For eksempel fører øgede mængder drivhusgasser i atmosfæren til opvarmning, imens småpartikler, såsom aerosoler reflekterer sollyset og fører til nedkøling.
Den videnskabelige forståelse af den globale opvarmning øges løbende. FN's klimapanel (IPCC) fastslog i sin femte hovedrapport fra 2014, at der er stor enighed blandt forskere om at det er «ekstremt sandsynligt» («extremely likely») at menneskeskabte ydre påvirkninger er den dominerende årsag til den observerede opvarmning siden midten af 1900-tallet. Ændringer i solenergi og naturlig intern variation kan kun bidrage marginalt til at forklare de observerede ændringer i klimaet i løbet af det sidste århundrede, og der er ikke noget overbevisende bevis for at naturlige cyklusser i observationsdataene kan forklare de observerede ændringer i klimaet.
Havene og jordens skove og anden vegetation optager omkring halvdelen af den kuldioxid som frigøres. Resten bliver i atmosfæren og bidrager til forstærket drivhuseffekt og klimaforandringer. Denne 50/50-fordeling har holdt sig de sidste 50–100 år, men det er usikkert i hvor høj grad have og skove kan fortsætte med at optage kuldioxid fra det stadig øgede forbrug af fossilt brændsel, samtidig med at skovarealet mindskes.

### Klimagasser
Drivhuseffekten er et resultat af at gasser i en planets atmosfære tillader mere solstråling (og dermed varme) at komme ind end der stråles ud. Restenergien optages af planetens overflade (land og hav) og af atmosfærens lavere lag, som derved bliver varmere. Det var den franske fysiker Joseph Fourier som i 1820-erne lancerede teorien om, at atmosfæren kan virke isolerende, og han omtales ofte som «drivhuseffektens far». Teorien blev videreudviklet af ireren John Tyndall, som i 1860–1861 påviste at vanddamp er det vi i dag kalder en drivhusgas.
Drivhuseffekten blev første gang undersøgt kvantitativt af den svenske fysiker og kemiker Svante Arrhenius i 1896, som også påviste kuldioxids (CO2's) betydning. Fra 1930-erne og derefter blev nye modeller udviklet, blandt andet af Guy Stewart Callendar, som påviste betydningen af menneskets virksomhed. Charles David Keeling begyndte i slutningen af 1950-erne med systematiske målinger af CO2 i atmosfæren, blandt andet på toppen af Mauna Loa på Hawaii.
På jorden forårsager de naturligt forekommende mængder af drivhusgasser, at lufttemperaturen nær overfladen bliver 33 °C varmere end den ellers ville have været. Uden jordens atmosfære ville dens gennemsnitstemperatur være godt under frysepunktet ved havet. De vigtigste drivhusgasser er vanddamp, som giver cirka 36–70 % af drivhuseffekten; kuldioxid (CO2) bidrager til 9–26 %; metan (CH4) giver 4–9 %; og ozon (O3) giver 3–7 %. Skyer påvirker også strålingsbalancen, fordi de giver et drivhuslignende bidrag.
Menneskelig aktivitet har siden den industrielle revolution øget mængden af drivhusgasser i atmosfæren, noget som fører til øget strålingspåvirkning fra CO2, metan, ozon i troposfæren, CFC-gasser og lattergas. Ifølge et studie publiceret i 2007 er koncentrationen af CO2 og metan steget med henholdsvis 36 % og 148 % siden 1750. Disse niveauer er højere end på noget andet tidspunkt i de sidste 800.000 år, som er den periode der er dækket af pålidelige data fra iskerneprøver. Mindre direkte geologiske vidnesbyrd tyder på, at der har været CO2-niveauer højere end dette for cirka 20 millioner år siden. Ifølge en IPCC-rapport fra 2001 stod energiproduktionen ved hjælp af fossilt brændsel bag cirka tre fjerdedele af stigningen i fossil-CO2 fra menneskelig aktivitet i løbet af de foregående 20 år. Resten af denne stigning skyldtes hovedsagelig ændringer i arealbrug, specielt afskovning. En anden betydelig kilde til menneskeskabt CO2 som ikke er relateret til energiforbrug, er udledningerne fra kalkbrænding til cement, en kemisk proces som frigør CO2. Estimater for globale CO2-udledninger i 2011 fra forbrænding af fossilt brændsel, herunder cementproduktion og gasbrænding, var 34,8 milliarder ton (9,5 ± 0,5 milliarder ton carbon), en stigning på 54 % fra udledningerne i 1990. Kul udgjorde 43 % af de totale udledninger, olie 34 %, gas 18 %, cement 4,9 % og gasbrænding 0,7 %.
I maj 2013 blev det rapporteret at aflæsninger for CO2 taget på verdens primære referencested i Mauna Loa-observatoriet havde nået 400 ppm. Ifølge professor Brian Hoskins er dette sandsynligvis første gang CO2-niveauet har været så højt i cirka 4,5 millioner år. Månedlige globale CO2-koncentrationer oversteg 400 ppm i marts 2015, sandsynligvis for første gang i flere millioner år. Den 12. november 2015 rapporterede NASA-forskere at menneskeskabt kuldioxid fortsætter med at nå over niveauer som ikke har været oversteget i hundredetusinder af år: I dag bliver omtrent halvdelen af alt kuldioxid frigjort fra forbrænding af fossilt brændsel ikke optaget af vegetation og hav, og dermed forbliver det i atmosfæren.
I løbet af de tre sidste årtier af 1900-tallet var bruttonationalproduktet per indbygger og befolkningsvæksten de vigtigste markører til at forudsige stigende udledninger af drivhusgasser. fossil-CO2-udledningerne fortsætter med at stige på grund af forbrænding af fossilt brændsel og ændringer af arealbrug. Ændring i arealbrug gælder blandt andet tørvemoser, som på trods af at de kun dækker 3 % af jordens landmasser indeholder 30 % af alt karbon som er lagret i jord og planter, dobbelt så meget som alle verdens skove som dækker 31 % af kontinenterne. Udledningerne kan tilskrives forskellige regioner. Beregning af udledninger som følge af ændringer i arealbrug er behæftet med betydelig usikkerhed.:289 
Scenarier for udledninger, det vil sige estimater for ændringer i fremtidige udledninger af drivhusgasser, er blevet udarbejdet, men er afhængig af usikre økonomiske, sociologiske, teknologiske, og naturlige udviklinger. I de fleste scenarier fortsætter udledningerne med at stige i løbet af dette århundrede, og i andre bliver udledningerne reduceret. Fossile energireserver er i overflod, så adgang til disse vil ikke begrænse kulstofemissionerne i det 21. århundrede. Udledningsscenarier kombineret med modellering af kulstofkredsløbet er blevet brugt til at udarbejde estimater for hvordan atmosfæriske koncentrationer af drivhusgasser kan ændre sig i fremtiden. Anvendes de seks «markør»-scenarier fra IPCC Special Report on Emissions Scenarios, antyder modellerne at inden år 2100 vil den atmosfæriske koncentration af CO2 være mellem 541 og 970 ppm. Dette er 90-250 % over koncentrationen i år 1750.
Massemedier og offentligheden er ofte forvirrede over forskellen mellem den globale opvarmning på den ene side og skader på ozonlaget på den anden. Det sidste henviser til nedbrydning af ozon i stratosfæren forårsaget af CFC-gas. Selv om der er nogen sammenhæng mellem nedbrydning af ozonlaget og global opvarmning, er forholdet mellem de to mekanismer ikke stærkt. Reduceret stratosfærisk ozon har haft en svag afkølende effekt på jordens overfladetemperaturer, mens øget troposfærisk ozon har haft en noget større opvarmende effekt.

### Aerosoler og sod
Den gradvise reduktion i mængden af direkte global indstråling fra Solen på jordens overflade har på engelsk fået navnet global dimming. Fænomenet blev observeret fra 1961 til mindst 1990. Luftbårne partikler kendt som aerosoler bliver produceret af vulkaner og forurening, og antages at være den vigtigste årsag til global dimming. De udøver en kølende effekt ved at øge refleksionen af indgående sollys. Virkningerne af forbrændingsprodukterne fra energiproduktion med fossilt brændsel, som fossil-CO2 og aerosoler, har delvist modvirket hinanden i de sidste årtier. Det betyder at nettoopvarmningen de sidste årtier er sket på grund af stigning i andre drivhusgasser end CO2, såsom metan.
Strålingseffekten som skyldes aerosoler er tidsmæssigt begrænset på grund af de processer som fjerner aerosoler fra atmosfæren. Fjernelse som forårsages af skyer og nedbør giver troposfæriske aerosoler en levetid på bare én uge, mens stratosfæriske aerosoler kan forblive i atmosfæren i nogle år. Kuldioxid har en levetid på et århundrede eller mere, og dermed vil ændringer af indholdet af aerosoler kun forsinke klimaforandringerne kortvarigt. Sort karbon eller sod (fra engelsk: «black carbon») kommer på andenpladsen, efter kuldioxid (CO2), for sit bidrag til den globale opvarmning.
I tillæg til sin direkte effekt på spredning og absorbering af solstråling har aerosoler en indirekte virkning på Jordens strålingsbalance. Sulfataerosoler fungerer som kondensationskerner og medfører at skyer får flere og mindre dråber. Disse skyer reflekterer dermed solstråling mere effektivt end skyer med færre og større dråber, et fænomen kendt som Twomey-effekt. Denne effekt fører også til at dråber i skyer får mere ensartet størrelse, hvilket reducerer væksten af regndråber og gør skyen mere reflekterende med hensyn til indkommende sollys. Dette er kendt som Albrecht-effekt. Indirekte effekter er mest mærkbare i marine stratusskyer, og har meget lidt strålingseffekt på konvektive skyer. Indirekte effekter af aerosoler udgør den største usikkerhed i strålingseffekten.
Sod kan både have en kølende og opvarmende effekt på jordens klimasystem, afhængig af om det er luftbårent eller om det afsættes. Atmosfærisk sod absorberer direkte solstråling, som så varmer atmosfæren op og køler overfladen. I isolerede områder med høj produktion af sod, for eksempel landsbyer i Indien, kan så meget som 50 % af overfladeopvarmningen fra drivhusgasser have skyldtes den såkaldte asiatiske brune sky. Når sod bliver afsat, specielt på gletsjere eller på is i arktiske områder, vil den lave overfladealbedo opvarme overfladen. Påvirkningen fra atmosfæriske partikler, inklusiv sod, er størst i troperne og subtroperne, specielt i Asien, mens effekterne af drivhusgasser er dominerende ved troperne og den sydlige halvkugle.

### Solaktivitet
Siden 1978 er variationer i solindstrålingen blevet målt af satellitter. Målingerne viser at solens indstråling ikke er steget i denne periode, så opvarmningen de sidste 40 år kan ikke tilskrives en stigning i solenergi som når jorden.
Klimamodeller er blevet brugt til at undersøge solens rolle i de sidste års klimaforandringer. Modellerne er ikke i stand til at reproducere den hurtige opvarmning som er observeret de sidste årtier når de kun tager hensyn til variationer i solens energiproduktion og vulkansk aktivitet. Modellerne er imidlertid i stand til at simulere de observerede temperaturændringer gennem 1900-tallet når de inkluderer alle de vigtigste ydre drivkræfter, inklusiv menneskelige og naturlige påvirkninger.
En anden type bevis er forskellig temperaturændring for forskellige niveauer af jordens atmosfære. Grundlæggende fysiske love kræver at drivhuseffekten producerer opvarmning af den lavere atmosfære (troposfæren), men køling af den øvre atmosfære (stratosfæren). Nedbrydning af ozonlaget på grund af udledninger af kølemidler har også resulteret i en kraftig afkølende effekt i stratosfæren. Hvis solens variationer var ansvarlige for den observerede opvarmning, ville man forvente en opvarmning af både troposfæren og stratosfæren.

### Variationer i jordens bane
Jordens hældning og formen på jordens bane rundt om solen varierer noget over titusinder af år. Dette ændrer klimaet ved at ændre årstiderne og fordelingen af den indkommende solenergi for hver breddegrad på jordoverfladen. Banecyklusser som er gunstige for at give istid er ikke ventet i løbet af de næste 50.000 år.

## Tilbagekoblingsmekanismer (feedback)
Klimasystemet indeholder flere tilbagekoblingsmekanismer som forstærker eller svækker responsen i systemet på en ydre påvirkning, såsom en drivhusgas. Positiv tilbagekobling giver en forstærket respons i klimasystemet end den konkrete påvirkning i første omgang var årsag til, mens negative tilbagekoblinger svækker responsen.
Der findes en række tilbagekoblingsmekanismer i klimasystemet, såsom vanddamp, ændringer af isens albedoeffekt (udbredelse af sne- og isdækket påvirker hvor meget jordoverfladen absorberer og reflekterer indkommende sollys), skyer, og ændringer i jordens kulstofkredsløb (for eksempel frigørelse af kulstof fra jordbunden). Den største negative tilbagekobling er energien som jordens overflade udstråler til verdensrummet som infrarød stråling. I henhold til Stefan-Boltzmanns lov vil en fordobling af den absolutte temperatur (målt i kelvin) føre til en stigning i udstrålt energi med en faktor 16 (2 i 4. potens).
Tilbagekoblinger er en vigtig faktor for at bestemme hvor følsomt klimasystemet er med hensyn til stigninger i de atmosfæriske koncentrationer af klimagasser. Hvis alt andet holdes lige, vil en højere klimafølsomhed give en større stigning i temperatur for en given stigning i drivhusgasser. Usikkerhed omkring effekten af tilbagekoblinger er en vigtig grund til at forskellige klimamodeller giver forskellige beregnede temperatureffekter i et og samme scenarie for øgning af drivhusgasser. Mere forskning er nødvendig for at forstå hvilken rolle skyer og kulstofkredsløbets tilbagekoblinger har i forudsigelser af klimaet.
I forbindelse med tilbagekoblingsmekanismer taler man også om kritiske tærskler (se 'løbsk drivhuseffekt'). Der findes «komponenter eller fænomener i klimasystemet som har potentiale til at overskride kritiske tærskelværdier (fra engelsk: critical thresholds), der giver en pludselig overgang til en anden tilstand». Dette kan forårsage store forstyrrelser i menneskelige og naturlige systemer, og flere af disse kan være irreversible.
Som eksempler på sådanne tærskler er konsekvenserne af opvarmning af Arktis og Antarktis som kan give mulige ændringer af havstrømmene, jetstrømmene, optøning af permafrost og udslip af drivhusgasser både fra land og hav, samt øgning af havniveauet ved smeltning af gletsjere og iskapper (for eksempel grønlandsisen). At overskride sådanne tærskler kan altså få betydning for klimaet på hele jorden.
FN's klimapanels fremskrivninger i den fjerde rapport fra 2007 af den globale temperaturstigning på baggrund af seks udledningsscenarier ligger i et sandsynligt interval, hvor temperaturstigningen er fra 40 % under til 60 % over en gennemsnitstemperatur, baseret på ekspertvurderinger. Klimapanelets fremskrivninger afspejler dog ikke samtlige udfald af global opvarmning, især fordi de ikke tager hensyn til usikkerheden omkring kulstofkredsløbet. Den nedre grænse for temperaturstigningen i det sandsynlige område er af denne grund mindre usikker end den øvre. F.eks. gælder det for middelscenariet "AR4", at den forudsagte middeltemperaturstigning om hundrede år i forhold til 1980 ligger på 2,8 °C med et sandsynligt interval fra 1,7 °C til 4,4 °C, hvor den nedre grænse på 1,7 °C altså er behæftet med mindre usikkerhed end den øvre.

## Klimamodeller
En klimamodel er en matematisk model af de fysiske, kemiske og biologiske processer som påvirker klimasystemet. Disse modeller er baseret på videnskabelige discipliner som væskedynamik og termodynamik, såvel som fysiske processer som stråling. Modellerne kan bruges til at forudsige en række variabler som lokal luftbevægelse, temperatur, skyer, og andre atmosfæriske egenskaber, samt havtemperatur, saltindhold og cirkulation, isdække på land og hav, overføring af varme og fugtighed fra jord og vegetation til atmosfæren, samt kemiske og biologiske processer, i tillæg til flere andre.
Selv om forskerne forsøger at få så mange processer som muligt med, er forenklinger af selve klimasystemet uundgåeligt på grund af begrænsninger af regnekraft og viden om klimasystemet. Resultater fra modellerne kan også variere på grund af forskellige drivhusgassers koncentration og modellens klimafølsomhed. For eksempel har usikkerheden i klimapanelets estimater fra 2007 flere årsager. For det første brug af modeller med forskellige følsomheder overfor drivhusgaskoncentrationer (klimafølsomhed), for det andet brug af forskellige estimater for menneskelige fremtidige udslip af drivhusgasser, og for det tredje eventuelle andre udslip fra klimarelaterede tilbagekoblinger som ikke var inkluderet i modellerne klimapanelet brugte til at forberede sin rapport, for eksempel drivhusgasser frigjort fra permafrost.
Modellerne antager ikke, at klimaet vil blive varmere på grund af øgede niveauer af drivhusgasser. I stedet forudsiger modellerne hvordan drivhusgasser vil påvirke strålingstransport og andre fysiske processer. Opvarmning eller nedkøling er derfor et resultat, og ikke en forudsætning, i modellerne.
Skyer og deres effekt er specielt vanskelige at forudsige. Forbedrede modeller for repræsentation af skyer er derfor et vigtigt tema i dagens forskning. En anden fremtrædende problemstilling er at udvide og forbedre repræsentationer af kulstofkredsløbet.
Modeller bruges også til at undersøge årsagerne til nylige klimaændringer ved at sammenligne de observerede ændringer med dem som modellerne bruger som grundlag for naturlige og menneskeskabte effekter. Selv om disse modeller ikke entydigt forklarer opvarmningen som skete i årene omkring 1910–1945 som enten naturlige variationer eller menneskelige effekter, så mener de at opvarmningen siden 1970 først og fremmest skyldes menneskets udledning af drivhusgasser.
Modellernes overensstemmelse med den fysiske virkelighed er testet ved at undersøge deres evne til at simulere dagens- eller tidligere tiders klima. Klimamodellerne er i god overensstemmelse med observationer af de globale temperaturændringer i forrige århundrede, men simulerer ikke alle aspekter af klimaet. Ikke alle virkninger af global opvarmning er nøjagtigt som FN's klimapanels klimamodeller forudsiger. Tilbagetrækningen af isen i Arktis har for eksempel været hurtigere end forudset. Nedbør steg proportionalt med luftfugtigheden, og dermed betydeligt hurtigere end globale klimamodeller forudsiger. Siden 1990 er havniveauet også steget betydeligt hurtigere end modellerne forudså det ville ske.

## Observerede og forventede miljøeffekter

### Generelle ændringer
Fremtidige klimaændringer og tilhørende konsekvenser vil variere fra region til region. De forventede effekter af global opvarmning inkluderer øget global gennemsnitstemperatur, stigende havniveau, ændret nedbør og øget ørkenspredning i subtropene.
Mennesket har sandsynligvis bidraget til nogle af de observerede forandringer, såsom havniveaustigning, klimaændringer som ekstremvejr (for eksempel antal varme og kolde dage), reduktion af den arktiske havis, afsmeltning af gletsjere, og udbredelse af vegetation i Sahara.
I løbet af det 21. århundrede forventes gletsjere og snedække at forsætte sin tilbagetrækning. Estimater for reduktion af den arktiske havis varierer. Nyere estimater tyder på at somrene kan blive isfrie i Arktis (defineret som isudbredelse på mindre end 1 million km²) så tidligt som 2025–2030.
Ifølge IPCC drejer påvisning af global opvarmning sig alene om at vise, at klimaet har ændret sig i en fast defineret statistiske mening. Påvisning sker uden at angive en begrundelse for ændringen. Forklaring af global opvarmning drejer sig om at tilskrive årsager til de påviste klimaændringer med en vis defineret grad af sikkerhed. Opdelingen mellem påvisning og forklaring kan også bruges i forhold til observerede ændringer i fysiske, økologiske og sociale systemer.

### Ekstremvejr
Opvarmningen forventes større over land end over hav og størst i Arktis, med fortsat mindskning af gletsjere, permafrost og havis. Andre sandsynlige ændringer inkluderer hyppigere ekstremvejr, herunder hedebølger, tørke, kraftig regn med oversvømmelser og kraftige snefald, forsuring af havene og dyrearters uddøen på grund af ændrede temperaturer. Betydelige konsekvenser for mennesker er bl.a. risiko for mindsket fødevaresikkerhed på grund af svigtende afgrøder og opgivelse af beboede områder på grund af stigende havniveau.
Ændringer i regionalt klima forventes at omfatte større opvarmning over land, med mest opvarmning på de højere nordlige breddegrader, og mindst opvarmning i Det Sydlige Ishav og dele af Nordatlanten.
Fremtidige ændringer i nedbør forventes at følge eksisterende tendenser, med reduceret nedbør over subtropiske landområder, og øget nedbør på subpolare breddegrader og i visse regioner omkring ækvator. Prognoserne antyder en sandsynlig øgning i hyppigheden og alvorsgraden af enkelte ekstreme vejrhændelser, for eksempel hedebølger. I et studie fra 2015 publiceret i Nature Climate Change udtales det:
| Citat | Omtrent 18 % af de moderate daglige nedbørsekstremer over land skyldes den observerede temperaturøgning siden den førindustrielle tid, som igen primært er resultatet af menneskelig påvirkning. For 2 °C opvarmning er andelen som tilskrives menneskelig påvirkning på ekstrem nedbør cirka 40%. På samme måde er cirka 75 % af de moderate daglige varmeekstremer over land i dag forårsaget af opvarmning. Det er de mest sjældne og ekstreme hændelser som har den største andel af menneskeskabt bidrag, og bidraget øges lineært med yderligere opvarmning. | Citat |
|       | |       |

Dataanalyse af ekstreme vejrhændelser fra 1960 til 2010 viser at tørke og hedebølger forekommer på samme tid og med øget frekvens. Ekstremt våde eller tørre hændelser indenfor monsuntiden er blevet hyppigere siden 1980.

### Havniveaustigning
Havniveaustigningen siden 1993 er blevet estimeret til mellem 2,6 mm og 2,9 mm per år, ±0,4 mm. Yderligere er havniveaustigningen accelereret fra 1995 til 2015. I løbet af det 21. århundrede har klimapanelets fremskrivninger for et højt udledningsscenarie forudsagt at det globale gennemsnitshavniveau kan stige med 52–98 cm. Klimapanelets estimater er konservative og kan have undervurderet den fremtidige havniveaustigning. Andre estimater for samme periode finder, at det globale gennemsnitshavniveau kan stige med 0,2 til 2,0 m i forhold til det gennemsnitlige havniveau i 1992.
Udbredte oversvømmelser langs kysterne kan forventes hvis flere graders opvarmning varer ved i årtusinder. For eksempel kan vedvarende global opvarmning på mere end 2 °C (i forhold til førindustriel tid) føre til havstigning på omkring 1–4 m på grund af termisk udvidelse af havvand og smeltning af gletsjere. Smeltning af Grønlands indlandsis kan bidrage med yderligere 4 til 7,5 m over mange tusinde år. Det er blevet estimeret at man allerede er sikker på en havniveaustigning på cirka 2,3 meter for hver grad temperaturstigning i løbet af de næste 2000 år.
Opvarmning udover 2 °C-målet ville potentielt føre til havniveaustigning domineret af smeltning fra isen i Antarktis. Fortsat CO2-udledning fra fossile kilder kan føre til 20 til 50 meters havstigning over de næste årtusinder. Dette vil kulminere i afsmeltning af hele indlandsisen i Antarktis, med en havstigning på omkring 58 meter til følge.

### Økologiske systemer
I terrestriske (jordbaserede) økosystemer vil foråret indtræffe tidligere og udbredelsesområderne for plante- og dyrearter vil bevæge sig mod polerne og opad i højden, hvilket med stor sikkerhed er blevet kædet sammen med nutidens opvarmning. Fremtidige klimaforandringer forventes at påvirke specielt økosystemer som tundra, mangrover og koralrev. Det er forventet at de fleste økosystemer vil blive påvirket af højere atmosfærisk CO2-niveau, kombineret med højere globale temperaturer. I det store og hele er det ventet at klimaforandringerne vil føre til udryddelse af mange arter, samt reduceret biodiversitet.
Stigning i atmosfærisk CO2-koncentration har ført til en øget i havets surhedsniveau. CO2 bliver opløst i havet og øger havets surhed, hvilket kan ses ved lavere målte pH-værdier. Mellem 1750 og 2000 er overfladeværdien af pH i havet faldet fra ≈8,2 til ≈8,1. Overfladeniveauer af pH i havet har sandsynligvis ikke været under ≈8,1 i løbet af de sidste 2 millioner år. Estimater tyder på at overfladeværdier af pH i havet vil kunne blive reduceret med yderligere 0,3–0,4 enheder i løbet af år 2100. Fremtidig havforsuring kan true koralrev, fiskerierne, fredede arter og andre naturressourcer af stor værdi for samfundet.
Reduktion af iltniveau i havet forventes at øge miljøproblemet med 10 %, og tredoble farvande med delvist iltsvind (iltkoncentrationer mindre end 98 % af gennemsnitlige overfladekoncentrationer), for hver 1 °C stigning i overfladetemperaturen i havet.

### Langtidsvirkninger
I en tidsramme på århundreder til årtusinder bliver omfanget af global opvarmning hovedsageligt bestemt af menneskeskabt CO2-udledning. Dette skyldes at kuldioxid bliver i atmosfæren i lang tid. Fordi klimasystemet har en stor «træghed» og drivhusgasser forbliver i atmosfæren i lang tid, vil mange af disse effekter ikke bare eksistere i flere årtier eller århundreder, men snarere i titusinder af år.
Stabilisering af den globale gennemsnitstemperatur vil kræve store reduktioner af CO2-udledningerne, samt reduktioner i udledning af andre drivhusgasser som metan og nitrogenoxider. Udledning af CO2 skal reduceres med mere end 80 % i forhold til sit topniveau. Herefter vil de globale gennemsnitstemperaturer holde sig nær sit højeste niveau i mange århundreder. I 2016 så man den årlige udledning af CO2 fra forbrænding af fossile brændsler stagnere, men avisen The Guardian skrev at den skal «reduceres for at have en reel påvirkning på klimaforandringerne». I mellemtiden fortsætter drivhusgasserne med at hobe sig op i atmosfæren. CO2 er heller ikke den eneste betydende faktor for klimaforandringer. Koncentrationer af atmosfærisk metan, en anden drivhusgas, steg af ukendte årsager kraftigt mellem 2006 og 2016. Dette undergraver indsatsen for at bekæmpe global opvarmning, og det øger risikoen for en ukontrollerbar drivhuseffekt.
Langtidseffekter inkluderer også en ændring i jordskorpen på grund af isafsmeltning og mindre gletsjere, altså det som kaldes landhævning. Fordi landmasserne ikke længere vil være presset ned af vægten af is fra gletsjere i samme grad, kan der forekomme jordskred og øget seismisk og vulkansk aktivitet. Tsunamier kan blive genereret af undersøiske skred forårsaget af varmere havvand der optør undersøisk permafrost, eller afgiver gashydrater. Nogle dele af verden, som for eksempel de franske Alper, viser allerede tegn på stigning i hyppigheden af jordskred.
Også Jordens omdrejningsakse flytter sig som følge af de menneskeskabte ændringer i fordelingen af vand og is: bl.a. udnyttelsen af undergrundens vandmagasiner, afsmeltningen af indlandsis og gletsjere.

### Store og pludselige ændringer
Klimaforandringerne kan føre til globale og store ændringer i både miljøet og i samfundssystemer. Eksempler på dette er muligheden for at den termohaline cirkulation (som inkluderer Golfstrømmen) bliver svagere eller stopper helt op. En fuld opbremsning ville ændre vejret i Europa og Nordamerika betydeligt. Andre eksempler er havforsuring som følge af øgede koncentrationer af kuldioxid, og den langsigtede smeltning af iskapperne, som ville bidrage til havniveaustigning.
Nogle langtidsændringer kan opstå brat, det vil sige over en kort tidsperiode, og kan også være irreversible. Eksempler på pludselige klimaændringer er hurtig frigørelse af metan og kuldioxid fra tøende permafrost, som kan føre til forstærket global opvarmning, eller opbremsning af den termohaline cirkulation. Den videnskabelige forståelse af bratte klimaændringer er generelt dårlig. Faktorer som kan øge sandsynligheden for pludselige klimaændringer, er højere niveauer af global opvarmning, at opvarmningen sker i hurtigt tempo, og at opvarmningen varer ved over længere tid.

## Observerede og forventede effekter på samfund

### Temperaturstigning
Estimater fra klimamodeller opsummeret i IPCCs femte hovedrapport angiver, at der i løbet af det 21. århundrede vil ske en stigning i den globale overfladetemperatur på yderligere 0,3 til 1,7 °C for de laveste udledningsscenarier og 2,6 til 4,8 °C for de højeste udledningsscenarier. Disse resultater er ikke modsagt af noget videnskabeligt organ af national eller international betydning.
Effekter af klimaforandringer på mennesker og samfund er blevet påvist rundt om i verden, hovedsageligt forårsaget af opvarmning eller ændringer i nedbørsmønstre, eller begge dele. Produktion af hvede og majs globalt er blevet påvirket af klimaforandringer. Kornproduktion er steget på nogle breddegrader som i Storbritannien og Nordøstkina, men økonomiske tab som følge af ekstremvejr er steget globalt. Der har været et skifte fra kulde- til varme-relateret dødelighed i nogle regioner som et resultat af opvarmning. Livsgrundlaget for urfolk i Arktis er blevet ændret, og der er eksempler på at klimaforandringer påvirker livsgrundlaget for urfolk i andre regioner. Regionale effekter af klimaforandringer er nu observerbare flere steder end før, på alle kontinenter og tværs over verdenshave.
De fremtidige samfundsmæssige konsekvenser af klimaforandringer vil blive skæve. Mange risici forventes at stige med højere niveauer af global opvarmning. Alle regioner risikerer at opleve negative effekter. På lavere breddegrader vil mindre udviklede områder stå overfor den største risiko. Et studie fra 2015 konkluderede at den økonomiske vækst (bruttonationalprodukt) i fattige lande vil blive meget mere svækket af den estimerede fremtidige opvarmning end tidligere antaget.
En metaanalyse af 56 studier konkluderede i 2014 at hver grad temperaturstigning vil give en stigning i vold med op til 20 %, såsom slåskampe, voldskriminalitet, civile uroligheder eller krig.
Eksempler på konsekvenser ved klimaforandringerne er:
- Fødevareproduktion: Dyrkning af korn vil sandsynligvis blive negativt påvirket i lande på lavere breddegrader, mens effekter på nordlige breddegrader kan være både positiv eller negativ.[199] Global opvarmning på omkring 4,6 °C i forhold til førindustrielt niveau kan udgøre en stor risiko for global og regional fødevaresikkerhed.[200]
- Sundhed: De generelle konsekvenser vil blive mere negative end positive.[201][202][203] Konsekvenserne omfatter effekterne af ekstremvejr, som fører til skade og tab af liv[204] og indirekte effekter, for eksempel underernæring forårsaget af svigtende afgrøder.[202][203][205]

### Oversvømmelser af beboede områder
På små øer og omkring store floddeltaer forventes oversvømmelse som følge af havniveaustigning at true vital infrastruktur og beboede områder. Dette kan føre til problemer med hjemløshed i lande med lavtliggende områder som Bangladesh, samt problemer for hele befolkninger i lande som Maldiverne og Tuvalu.

### Økonomiske konsekvenser
Blandt økonomiske eksperter er der stor enighed om, at klimaforandringerne vil få store negative konsekvenser indenfor mange områder. Klimaforandringer forventes at få økonomiske konsekvenser på grund af påvirkning af afgrøder, mindre landareal og højere havniveau, ændret fiskeri, skader på grund af ekstremvejr, ændret produktivitet og udgifter til sundhedsvæsenet på grund af sygdom ved høje temperaturer, ændrede turiststrømme, ændret energibehov til køling og opvarmning, samt andre konsekvenser.
Der er store usikkerheder involveret, specielt hvis den fremtidige globale temperatur øges meget, det vil sige over 2 °C. Påvirkningen er ikke entydigt negativ; for eksempel vil øget CO2 i atmosfæren øge plantevækst og kunne give flere afgrøder, mens tørke har modsat effekt. Det er også forventet, at mange lande på den nordlige halvkugle netto vil få økonomiske fordele af klimaforandringerne, i hvert fald i de nærmeste årtier, mens ulemperne for landene som allerede har et varmt klima, er større. De forskellige landes evne og mulighed for at tilpasse sig klimaforandringerne vil også have stor betydning for de økonomiske konsekvenser.
Der foreligger studier som forsøger at kvantificere udgifterne som klimaforandringerne vil kunne bringe. Hvis de nutidige tendenser fortsætter, er udgifterne i USA i år 2100 beregnet til at være næsten 1,9 billioner US-Dollar per år (i nutidens pengeværdi; "almost $1.9 trillion annually"). Beregningen omfatter udgifter til skader forårsaget af orkaner, skader på ejendom, energiomkostninger og udgifter til vandforsyning. Beløbet svarer til 1,8 % af landets bruttonationalprodukt.
Estimater baseret på klimapanelets A1B-udledningsscenarie for ekstra drivhusgasser som CO2 og CH4 frigjort fra permafrosten, finder skader på 43 billioner amerikanske dollar.

### Infrastruktur
Infrastruktur kan blive påvirket af klimaforandringer. Eksempelvis kan ekstremvejr forårsage skader på infrastruktur som vandforsyning, energiforsyning, kommunikationssystemer, veje, havne, og flyvepladser. Det er de indirekte konsekvenser for samfundet når infrastruktur ikke fungerer, som er mest alvorlige. Svigt i et system kan også føre til svigt i andre; specielt i tætbefolkede områder kan der opstå kaskadefejl hvor mange typer infrastruktur holder op med at virke samtidigt.
Fortsat optøning af permafrost vil sandsynligvis føre til mere ustabil infrastruktur i arktiske områder før 2100. Her forventes påvirkning af veje, rørledninger og bygninger, vandforsyning, samt landskred.

## Mulige tiltag mod global opvarmning

### Internationale forpligtelser
Mulige samfundsmæssige tiltag mod global opvarmning kan være i form af udledningsreduktion, tilpasning til dens virkninger, tilpasning af bygninger og mulig fremtidig geoengineering. De fleste lande i verden er parter i FN's klimakonvention UNFCCC, som har vedtaget en grænse på 2 °C. Den har som endeligt mål at forhindre farlig menneskeskabt klimaforandring. Parterne i klimakonventionen er enige om at dybe nedskæringer i udledningerne er nødvendige, og at den globale opvarmning skal begrænses til under 2,0 °C i forhold til den førindustrielle temperatur, om muligt blot 1,5 °C temperaturstigning.
Landene har forskellig klimapolitik for at reducere deres udledninger.

### Begrænsning
Reduktion af udledninger af drivhusgasser er én mulighed for at begrænse klimaforandringerne, en anden er at øge kapaciteten af kulstofoptag for at trække større mængder af drivhusgasser ud af atmosfæren. Der er et stort potentiale for fremtidige reduktioner af udledninger ved at kombinere flere typer tiltag: Energibesparelser og øget energieffektivitet, overgang til andre energiteknologier, for eksempel vedvarende energi, atomenergi, samt kulstofoptag og -lagring, På den anden side står muligheden for forstærket kulstofoptag ved for eksempel skovrejsning og ved at forebygge afskovning. En rapport fra Citibank fra 2015 konkluderede at overgang til en lavkulstoføkonomi vil give positivt afkast på investeringerne.
Det ser ikke ud til at udviklingen i de globale energisystemer er i overensstemmelse med ønsket om at begrænse den globale opvarmning til under 1,5 eller 2 °C, i forhold til førindustrielt niveau. Aftalerne som blev forfattet under FN's klimakonference i 2010 vil nok (66-100 % sandsynlighed) kun betyde en begrænsning af den globale opvarmning (i det 21. århundrede) til under 3 °C, i forhold til førindustrielt niveau.
For at begrænse opvarmningen til under 2 °C kræves større udledningsreduktioner på kort sigt, hvilket vil tillade langsommere reduktioner efter 2030. Ifølge mange modeller vil det ikke være muligt at nå 2 °C-målet, hvis pessimistiske forudsætninger lægges til grund i forhold til tilgængeligheden af nye teknologier.

### Tilpasning
En anden politisk mulighed er tilpasning til klimaforandringerne. Tilpasning til klimaforandringerne kan være planlagt, enten som en reaktion eller som forberedelse på forventningerne, eller spontan, det vil sige uden statslig indblanding. Tilpasninger sker allerede i begrænset omfang i dag. Barrierer, begrænsninger og udgifter ved fremtidige tilpasninger er ikke fuldt forstået endnu.
Et koncept knyttet til tilpasning er tilpasningskapacitet, som henviser til et systems (menneskelig, naturlig eller en organisation) evne til at tilpasse sig klimaforandringer (inkluderet klimavariationer og ekstremer) for at moderere potentielle skader, for at drage nytte af muligheder, eller for at håndtere konsekvenserne. I et scenarie uden tiltag for at begrænse udledninger af drivhusgasser, vil klimaforandringerne på lang sigt sandsynligvis overstige tilpasningskapaciteten af naturlige, menneskelige og organisatoriske systemer.
Miljøorganisationer og personer i offentligheden har præsenteret konsekvenserne af klimaforandringer og den risiko de indebærer, for at fremme ændringer i infrastruktur og udledningsreduktioner.

### Geoengineering
Geoengineering er tekniske indgreb for på en direkte måde at ændre klimaet. Der er forsket i geoengineering som et muligt svar på global opvarmning af blandt andre NASA og Royal Society. Aktuelle teknikker falder typisk i to kategorier: påvirkning af solindstrålingen og fjernelse af kuldioxid fra atmosfæren. Diverse andre tiltag er dog også blevet foreslået. Et studie fra 2014 undersøgte de typiske klimatekniske metoder som er blevet foreslået. Konklusionen var, at de enten er ineffektive eller har alvorlige potentielle bivirkninger, og heller ikke kan stoppes igen uden at der opstår pludselige klimaforandringer.

## Handling, konsensus og diskussion

### Politisk handling
Næsten alle lande i verden er parter i FN's klimakonvention (UNFCCC). Hovedformålet med konventionen er at forhindre farlig menneskelig påvirkning af klimasystemet. Som beskrevet i konventionen, kræver dette at koncentrationen af drivhusgasser stabiliseres i atmosfæren på et niveau hvor økosystemerne kan tilpasse sig naturligt til klimaforandringerne, fødevareproduktionen undgår at blive truet, og økonomisk udvikling kan fortsætte på en bæredygtig måde. Rammekonventionen blev vedtaget i 1992, men siden dengang er de globale udledninger steget.
I løbet af forhandlingerne pressede G77 (en lobbygruppe i FN som repræsenterer 133 udviklingslande):4  på for at industrilande skulle «[tage] ledelsen» ved at reducere deres udledninger. Forslaget blev begrundet med, at den udviklede verdens udledninger havde bidraget mest til akkumuleringen af drivhusgasser i atmosfæren. Per capita-udledninger (det vil sige udledning per indbygger) var fortsat relativt lave i udviklingslandene, og udledningerne i udviklingslande måtte vokse for at disse kunne møde deres udviklingsbehov.:290 
Kravet om at industrilandene skulle tage et særligt ansvar blev videreført i Kyotoprotokollen til rammekonventionen,:290  som retslig trådte i kraft i 2005. Ved at ratificere Kyoto-protokollen accepterede de fleste udviklede land juridisk bindende forpligtelser i forhold til at begrænse deres udledninger. Første runde af disse forpligtelser udløb 2012. USAs præsident George W. Bush afviste aftalen på det grundlag at «det fritager 80 % af verden, inkluderet store befolkninger som Kina og Indien, fra forpligtelser, og vil føre til alvorlig skade på den amerikanske økonomi.»:5 
Under FN's klimakonference 2009 i København fremlagde flere af parterne fra UNFCCC en aftale, efterfølgende kendt som Københavneraftalen. Parterne der tiltrådte aftalen (140 lande i november 2010):9  havde som mål at begrænse den fremtidige stigning i global temperatur til under 2 °C. Det 16. partsmøde (COP16) blev afholdt på Cancún i 2010. Der blev fremlagt en aftale, men ikke en bindende traktat, om at parterne bør handle øjeblikkeligt for at reducere drivhusgasudledningerne for at nå målet om at begrænse den globale opvarmning til 2 °C over førindustrielle temperaturer. De erkendte også behovet for at vurdere om målet skulle skærpes til en begrænsning af den globale gennemsnitlige temperaturstigning til 1,5 °C.
Ved klimatopmødet i Paris i 2015 (COP 21) blev der enighed om en aftale, Parisaftalen, med bestemmelser for blandt andet reduktioner i udledninger af drivhusgasser, klimatilpasning og støtte til udviklingslandes omstilling. Efter at EU ratificerede aftalen i oktober 2016, blev den ratificeret af 55 lande, med en dækningsgrad på 55 % af de globale udledninger, og trådte i kraft fra 4. november 2016. Parisaftalens mål er, at de globale udledninger hurtigst mulig skal falde. Formålet med aftalen er at:
1. holde stigningen i den globale gennemsnitstemperatur godt under 2 °C sammenlignet med førindustrielt niveau og tilstræbe at begrænse temperaturstigningen til 1,5 °C;
2. øge evnen til at tilpasse sig klimaforandringer og fremme klimarobusthed og udvikling med lav udledning, på en måde som ikke sætter fødevareproduktionen i fare;
3. gøre finansieringsmuligheder forenelige med en klimarobust udvikling med lav udledning.

I anden halvdel af det 21. århundrede er der et mål om netto nulludledning, det vil sige at menneskeskabte udledninger ikke skal være større end naturens optag af drivhusgasser.

### Videnskabelig konsensus
Der foregår en konstant videnskabelig debat og forskning gennem offentliggørelse af fagfællebedømte videnskabelige artikler. Disse artikler vurderes af forskere inden for de relevante felter i FN's klimapanel (IPCC). Den videnskabelige konsensus pr. 2013 er beskrevet i IPCC's femte hovedrapport, som fastslår at «det er yderst sandsynligt at menneskelig aktivitet har været den dominerende årsag til den observerede opvarmning siden midten af 1900-tallet». En rapport fra 2008 fra det amerikanske National Academy of Sciences fastslog, at de fleste forskere var enige om, at den observerede opvarmning de sidste årtier hovedsageligt skyldtes menneskelig aktivitet som har øget mængden af drivhusgasser i atmosfæren. I 2005 udtalte Royal Society, at mens det overvældende flertal af forskere var enige om hovedpunkterne, var der nogle individer og organisationer som modsatte sig konsensussen om nødvendigheden af hastetiltag for at reducere udledningerne af drivhusgasser. Disse har forsøgt at undergrave videnskaben og arbejdet for FN's klimapanel. Yderligere har nationale videnskabsakademier opfordret verdens politiske ledere til at sænke de globale udledninger.
I den videnskabelige litteratur er der en stærk enighed om, at den globale overfladetemperatur er steget de sidste årtier, og at tendensen hovedsageligt skyldes menneskeskabte udledninger af drivhusgasser. Ingen videnskabelige organer af national eller international betydning er uenige i dette synspunkt.

### Diskussion i det offentlige rum
I den offentlige debat diskuteres det om global opvarmning er en realitet, hvor meget af den der er sket i nyere tid, hvad der har forårsaget den, hvad dens effekter vil blive, og om der kan og bør gøres noget ved den. Debatten er væsentligt mere omtalt i massemedierne end i den videnskabelige litteratur. Specielt diskuteres årsagerne til stigningen af den globale gennemsnitstemperatur, især siden midten af 1900-tallet, om tendensen er enestående eller indenfor normale klimatiske variationer, om menneskeheden har bidraget betydeligt til den, og om stigningen helt eller delvist skyldes fejlmålinger. Andre uenigheder handler om estimater for klimafølsomhed, forudsigelser af fremtidig opvarmning, og hvad konsekvenserne af den globale opvarmning vil blive.
I 1990 var amerikanske konservative tænketanke begyndt at betvivle om global opvarmning virkelig var et problem for samfundet. De udfordrede de videnskabelige beviser, hævdede at global opvarmning ville have fordele, og hævdede at de foreslåede løsninger ville gøre mere skade end gavn. Nogle mennesker tviler på aspekter af klimaforandringerne. Organisationer som libertarianske Competitive Enterprise Institute, konservative kommentatorer, og nogle selskaber som Exxon Mobil har udfordret IPCCs klimascenarier, finansieret forskere som er uenige med den videnskabelige konsensus, og har lavet deres egne forudsigelser af de økonomiske omkostninger ved klimatiltag. På den anden side mindskede fx olieselskabet Exxon sin støtte til "klimaskeptikere" fra 2005 til 2006, mens andre selskaber ligefrem talte for en politik, der skal reducere den globale opvarmning. De internationale olieselskaber er begyndt at erkende at klimaforandringer eksisterer, og er forårsaget af menneskelige aktiviteter og forbrænding af fossile brændstoffer.

### Meningsmålinger
I en undersøgelse fra marts–maj 2013 af Pew Research Center, hvor mennesker i 39 lande blev spurgt om globale trusler, anså en median på 54 % klimaforandringer som en stor trussel for deres land. Der er betydelige regionale forskelle, med amerikanere og kinesere (med økonomier som er ansvarlige for de største årlige CO2-udledninger) blandt de mindst bekymrede, med henholdsvis 40 og 39 procent.
Verdens befolkning, eller i det mindste folk i økonomisk udviklede regioner, blev for alvor klar over problemet med den globale opvarmning mod slutningen af 1980-erne. Meningsmålingsinstitutter begyndte at følge med i folks synspunkter om emnet, hovedsageligt i USA. En opinionsundersøgelse foretaget over lang tid af Gallup i USA har fundet relativt små ændringer i folks holdninger. Der var omkring 10 % ændring i årene 1998–2015 i folks opfattelse af hvor alvorlig global opvarmning er, men med øget polarisering mellem dem som er bekymrede, og dem som er ligeglade.
Den første store verdensomspændende meningsmåling blev udført af Gallup i årene 2008–2009 i 127 lande. Undersøgelsen viste at omkring 62 % af alle mennesker over hele verden sagde, at de kendte til global opvarmning. I de mest udviklede industrilande i Nordamerika, Europa og Japan, var det 90 % eller flere som kendte til global opvarmning (97 % i USA og 99 % i Japan), i mindre udviklede lande, særligt i Afrika, var det færre end en fjerdedel som kendte til det, selv om mange havde lagt mærke til, at det lokale vejr forandrer sig. Blandt de som kendte til global opvarmning, var der en stor variation mellem landene i opfattelsen af om opvarmningen var et resultat af menneskelig aktivitet.
I 2010 fandt Gallup i en undersøgelse med adspurgte i 111 lande, at der var en betydelig nedgang siden 2007–2008 i antallet af amerikanere og europæere som så på global opvarmning som en alvorlig trussel. I USA var det kun lidt over halvdelen af befolkningen (53 %) som så på det som en alvorlig bekymring for enten dem selv eller deres familier. Dette var 10 procentpoint lavere end ved den tilsvarende meningsmåling i 2008 (63 %). Latinamerika havde den største stigning i bekymring. Her var det 73 % som så på den globale opvarmning som en alvorlig trussel mod deres familier. Denne globale opinionsundersøgelse viste også, at folk anså det som mere sandsynligt at den globale opvarmning skal tilskrives menneskelig aktivitet end naturlige årsager, bortset fra i USA, hvor næsten halvdelen (47 %) af befolkningen tilskriver global opvarmning naturlige årsager.
I en undersøgelse fra januar 2013 fandt Pew Research Center at 69 % af amerikanerne mente, at der er solide beviser for at jordens gennemsnitstemperatur er blevet varmere i løbet af de sidste årtier, en stigning på seks procentpoint siden november 2011, og 12 procentpoint siden 2009.
En undersøgelse fra 2010 i 14 industrilande viste, at skepsissen omkring farerne ved global opvarmning var højest i Australien, Norge, New Zealand og USA, i den rækkefølge, noget som korrelerer positivt med kuldioxidudledninger per indbygger.